# Золотарник Уошито
Золотарник Уошито (лат. Solidago ouachitensis) — травянистое растение, североамериканский вид семейства Астровые (Asteraceae) рода Золотарник (Solidago).

## Морфологическое описание
Solidago ouachitensis — многолетнее травянистое растение. Достигает высоты около 1,1 м. Образует один или несколько прямостоячих стеблей из своего деревянистого стеблекореня. 
Зазубренные листья в середине растения имеют длину от 10 до 13 см. Растение может произвести от 25 до 50 соцветий, каждое из которых содержит обычно один язычковый цветок и от 4 до 5 трубчатых цветков. Цветение в период сентября и октября.

## Ареал обитания
Solidago ouachitensis распространен в Северной Америке в горах Уошито. Таким образом, имеет ограниченный ареал распространения. Встречается только в единственном месте — горы Уошито.